# Festival de Cannes 2006
Le Festival de Cannes 2006, 59e édition du festival, s'est déroulé du 17 au 28 mai 2006. Il est présidé par le réalisateur hong kongais Wong Kar-wai. Le maître de cérémonie est Vincent Cassel.

## Jurys

### Compétition
| Image | Nom                              | Qualité              | Nationalité     |
| ----- | -------------------------------- | -------------------- | --------------- |
|       | Wong Kar-wai (président du jury) | réalisateur          | Hong Kong Chine |
|       | Monica Bellucci                  | actrice              | Italie          |
|       | Helena Bonham Carter             | actrice              | Royaume-Uni     |
|       | Samuel L. Jackson                | acteur               | États-Unis      |
|       | Patrice Leconte                  | réalisateur          | France          |
|       | Lucrecia Martel                  | réalisatrice         | Argentine       |
|       | Tim Roth                         | acteur / réalisateur | Royaume-Uni     |
|       | Elia Suleiman                    | réalisateur          | Palestine       |
|       | Zhang Ziyi                       | actrice              | Chine           |

Wong Kar-wai, président du jury, est un habitué du Festival de Cannes. Son film As Tears Go By y a été présenté lors de la Semaine Internationale de la Critique du Festival 1989. En 1997, il présente en sélection officielle Happy Together et obtient le Prix de la mise en scène. Il revient ensuite présenter In the Mood for Love lors de l'édition 2000 en compétition. Ce film lui vaut le Grand prix de la Commission supérieure technique et permet à son acteur principal, Tony Leung Chiu-wai, de remporter le Prix d'interprétation masculine. Sa dernière sélection, en compétition, date de 2004 avec 2046. Wong Kar-wai est la première personnalité asiatique à accéder à la présidence du jury cannois. À noter que Tim Roth et Elia Suleiman se retrouveront au sein d'un même jury lors de la Mostra de Venise 2014.

### Caméra d'or
| Nom                                       | Qualité                                                | Nationalité |
| ----------------------------------------- | ------------------------------------------------------ | ----------- |
| Luc Dardenne, coprésident du jury         | réalisateur                                            | Belgique    |
| Jean-Pierre Dardenne, coprésident du jury | réalisateur                                            | Belgique    |
| Natacha Laurent                           | directrice de la cinémathèque de Toulouse              | France      |
| Frédéric Maire                            | président du Festival international du film de Locarno | Suisse      |
| Luiz Carlos Merten                        | critique                                               | Brésil      |
| Jean-Pierre Neyrac                        | technicien                                             | France      |
| Alain Riou                                | critique                                               | France      |
| Jean-Paul Salomé                          | réalisateur                                            | France      |
| Jean-Louis Vialard                        | directeur de la photographie                           | France      |

### Un certain regard
| Nom                              | Qualité     | Nationalité |
| -------------------------------- | ----------- | ----------- |
| Monte Hellman, président du jury | réalisateur | États-Unis  |
| Lars-Olav Beier                  | critique    | Allemagne   |
| Maurizio Cabonat                 | critique    | Italie      |
| Jean-Pierre Lavoignat            | critique    | France      |
| Marjane Satrapi                  | écrivain    | Iran        |
| Laura Winters                    | critique    | États-Unis  |

### Cinéfondation et courts métrages
| Nom                                     | Qualité     | Nationalité |
| --------------------------------------- | ----------- | ----------- |
| Andreï Kontchalovski, président du jury | réalisateur | Russie      |
| Sandrine Bonnaire                       | actrice     | France      |
| Daniel Brühl                            | acteur      | Allemagne   |
| Tim Burton                              | réalisateur | États-Unis  |
| Souleymane Cissé                        | réalisateur | Mali        |
| Zbigniew Preisner                       | compositeur | Pologne     |

## Sélections

### Sélection officielle

#### Compétition
La sélection officielle en compétition se compose de 20 films :
| Date de présentation | Titre du film                                               | Réalisation                 | Pays        | Distribution                                                                                                |
| -------------------- | ----------------------------------------------------------- | --------------------------- | ----------- | --- |
| jeudi 18 mai         | Le vent se lève                                             | Ken Loach                   | Royaume-Uni | Cillian Murphy, Padraic Delaney, Liam Cunningham                                                            |
|                      | Une jeunesse chinoise (présenté sous le titre Palais d'été) | Lou Ye                      | Chine       | Xiaodong Guo, Lei Hao                                                                                       |
| vendredi 19 mai      | Fast Food Nation                                            | Richard Linklater           | États-Unis  | Greg Kinnear, Catalina Sandino Moreno, Ashley Johnson, Ana Claudia Talancón, Ethan Hawke, Patricia Arquette |
|                      | Volver                                                      | Pedro Almodóvar             | Espagne     | Penélope Cruz, Carmen Maura, Lola Duenas, Yohana Cobo, Blanca Portillo, Chus Lampreave                      |
| samedi 20 mai        | Red Road (en compétition pour la Caméra d'or)               | Andrea Arnold               | Royaume-Uni | Kate Dickie, Tony Curran, Martin Compston                                                                   |
|                      | Selon Charlie                                               | Nicole Garcia               | France      | Jean-Pierre Bacri, Benoît Magimel, Vincent Lindon, Benoît Poelvoorde, Philippe Lefebvre                     |
| dimanche 21 mai      | Les Climats                                                 | Nuri Bilge Ceylan           | Turquie     | Ebru Ceylan, Nuri Bilge Ceylan                                                                              |
|                      | Southland Tales                                             | Richard Kelly               | États-Unis  | Dwayne Johnson, Seann William Scott, Sarah Michelle Gellar, Justin Timberlake                               |
| lundi 22 mai         | Le Caïman                                                   | Nanni Moretti               | Italie      | Silvio Orlando, Margherita Buy, Jasmine Trinca                                                              |
|                      | Les Lumières du faubourg                                    | Aki Kaurismäki              | Finlande    | Janne Hyytiäinen, Maria Heiskanen                                                                           |
| mardi 23 mai         | Babel                                                       | Alejandro González Iñárritu | Mexique     | Brad Pitt, Cate Blanchett, Gael Garcia Bernal, Adriana Barraza, Rinko Kikuchi, Koji Yakusho                 |
|                      | Flandres                                                    | Bruno Dumont                | France      | Adélaïde Leroux, Samuel Boidin, Henri Cretel                                                                |
| mercredi 24 mai      | Marie-Antoinette                                            | Sofia Coppola               | États-Unis  | Kirsten Dunst, Jason Schwartzmann, Steve Coogan, Asia Argento, Rip Torn, Judy Davis, Marianne Faithfull     |
|                      | La Raison du plus faible                                    | Lucas Belvaux               | Belgique    | Éric Caravaca, Lucas Belvaux, Claude Semal                                                                  |
| jeudi 25 mai         | L'Ami de la famille                                         | Paolo Sorrentino            | Italie      | Giacomo Rizzo, Alina Nedelea, Fabrizio Bentivoglio, Luigi Angelillo                                         |
|                      | Indigènes                                                   | Rachid Bouchareb            | Algérie     | Jamel Debbouze, Roschdy Zem, Samy Naceri, Sami Bouajila, Bernard Blancan                                    |
| vendredi 26 mai      | En avant, jeunesse !                                        | Pedro Costa                 | Portugal    | Ventura, Vanda Duarte, Isabel Cardoso, Alberto 'Lento' Barros                                               |
|                      | Quand j'étais chanteur                                      | Xavier Giannoli             | France      | Gérard Depardieu, Cécile de France, Mathieu Amalric                                                         |
| samedi 27 mai        | Buenos Aires 1977                                           | Israel Adrián Caetano       | Argentine   | Rodrigo De la Serna, Pablo Echarri, Nazareno Casero                                                         |
|                      | Le Labyrinthe de Pan                                        | Guillermo del Toro          | Mexique     | Ivana Baquero, Sergi Lopez, Doug Jones, Ariadna Gil, Maribel Verdú                                          |

Le film Une jeunesse chinoise malgré son absence de  visa d'exploitation valable due à la censure chinoise figure cependant dans la liste officielle des films en compétition, Quant au film Southland Tales, il sera, à la suite de son accueil négatif, un des rares films de la compétition cannoise à ne jamais être sorti en salles françaises.

#### Un certain regard
La section Un certain regard comprend 24 films :
| Date de présentation | Titre du film                      | Réalisation              | Pays         |
| -------------------- | ---------------------------------- | ------------------------ | ------------ |
| jeudi 18 mai         | Paris, je t'aime                   | collectif                | France       |
|                      | Hamaca Paraguaya                   | Paz Encina               | Paraguay     |
|                      | The Unforgiven                     | Yoon Jong-bin            | Corée du Sud |
| vendredi 19 mai      | Taxidermie                         | György Pálfi             | Hongrie      |
|                      | 10 canoës, 150 lances et 3 épouses | Rolf de Heer             | Australie    |
|                      | La Tourneuse de pages              | Denis Dercourt           | France       |
| samedi 20 mai        | Bled number one                    | Rabah Ameur-Zaïmeche     | France       |
|                      | Le Metteur en scène de mariages    | Marco Bellocchio         | Italie       |
| dimanche 21 mai      | Meurtrières                        | Patrick Grandperret      | France       |
|                      | Serambi                            | collectif                | Indonésie    |
| lundi 22 mai         | Voiture de luxe                    | Wang Chao                | Chine        |
|                      | Uro                                | Stefan Faldbakken        | Norvège      |
| mardi 23 mai         | Pour aller au ciel, il faut mourir | Djamshed Usmonov         | Russie       |
|                      | Comment j'ai fêté la fin du monde  | Catalin Mitulescu        | Roumanie     |
|                      | Salvador                           | Manuel Huerga            | Espagne      |
| mercredi 24 mai      | Le Feu sous la peau                | Paul Goldman             | Australie    |
|                      | Le Violon                          | Francisco Vargas         | Mexique      |
| jeudi 25 mai         | A Scanner Darkly                   | Richard Linklater        | États-Unis   |
|                      | Toi être moi                       | Kristijonas Vildziunas   | Lituanie     |
|                      | L'Homme de main                    | Sławomir Fabicki         | Pologne      |
| vendredi 26 mai      | La Californie                      | Jacques Fieschi          | France       |
|                      | 2h37                               | Murali K. Thalluri       | Australie    |
| samedi 27 mai        | 977                                | Nikolay Khomeriki        | Russie       |
|                      | Re-cycle                           | Oxide Pang et Danny Pang | Thaïlande    |

A Scanner Darkly marque la deuxième nomination pour deux films différents de Richard Linklater, fait rare au festival de Cannes pour une même édition.

#### Hors compétition
Les longs métrages suivants sont présentés hors compétition :
| Date de présentation | Titre du film                               | Réalisation                        | Pays       |
| -------------------- | ------------------------------------------- | ---------------------------------- | ---------- |
| mercredi 17 mai      | Da Vinci Code, film d'ouverture             | Ron Howard                         | États-Unis |
| vendredi 19 mai      | Boffo ! Les revers et réussites d'Hollywood | Bill Couturié                      | États-Unis |
|                      | Ici Najac, à vous la terre                  | Jean-Henri Meunier                 | France     |
|                      | Une vérité qui dérange                      | Davis Guggenheim                   | États-Unis |
|                      | The House Is Burning                        | Holger Ernst                       | Allemagne  |
| samedi 20 mai        | Requiem for Billy the Kid                   | Anne Feinsilber                    | France     |
|                      | Shortbus                                    | John Cameron Mitchell              | États-Unis |
| dimanche 21 mai      | Avida                                       | Gustave Kervern et Benoît Delépine | France     |
|                      | Nos voisins, les hommes                     | Karey Kirkpatrick et Tim Johnson   | États-Unis |
| lundi 22 mai         | Ces filles-là                               | Tahani Rached                      | Égypte     |
|                      | X-Men : L'Affrontement final                | Brett Ratner                       | États-Unis |
| mardi 23 mai         | Bamako                                      | Abderrahmane Sissako               | Mali       |
|                      | Volevo solo vivere                          | Mimmo Calopresti                   | Italie     |
|                      | Zidane, un portrait du XXIe siècle          | Philippe Parreno et Douglas Gordon | France     |
| mercredi 24 mai      | Soie                                        | Chao-Bin Su                        | Taïwan     |
|                      | Nouvelle chance                             | Anne Fontaine                      | France     |
| vendredi 26 mai      | Chambre 666                                 | Wim Wenders                        | Allemagne  |
|                      | Clerks 2                                    | Kevin Smith                        | États-Unis |
|                      | Esquisses de Frank Gehry                    | Sydney Pollack                     | États-Unis |
|                      | Vol 93                                      | Paul Greengrass                    | États-Unis |
| samedi 27 mai        | Le Garçon sur un cheval au galop            | Adam Guzinski                      | Pologne    |
|                      | Election 2                                  | Johnnie To                         | Hong Kong  |
| dimanche 28 mai      | Transylvania, film de clôture               | Tony Gatlif                        | France     |

Les courts métrages suivants sont présentés hors compétition :
- Les Signes, d'Eugène Green
- Sida, de Gaspar Noé
- Stanley's Girlfriend, de Monte Hellman
- The Water Diary, de Jane Campion
- Un lever de rideau, de François Ozon

#### Cinéfondation
- Le Virus, d'Ágnes Kocsis
- Bir damla su, de Deniz Gamze Ergüven
- Doorman, d'Etienne Kallos
- Een ingewikkeld verhaal, eenvoudig verteld, de Jaap van Heusden
- Elastinen parturi, de Milla Nybondas
- Even Kids Started Small, de Yaniv Berman
- Firn, d'Axel Koenzen
- Ge & Zeta, de Gustavo Riet
- Graceland, d'Anocha Suwichakornpong
- Ha'chavera shell Emile, de Nadav Lapid
- Hunde, de Matthias Huser
- Jaba, d'Andreas Bolm
- Justiça ao insulto, de Bruno Jorge
- Mother, de Sian Heder
- Mr. Schwartz, Mr. Hazen & Mr. Horlocker, de Stefan Mueller
- Snow, de Dustin Feneley
- Tetris, d'Anirban Datta

#### Courts métrages
- Banquise, de Cédric Louis et Claude Barras
- Conte de quartier, de Florence Miailhe
- Film noir, d'Osbert Parker
- Nature's Way, de Jane Shearer
- O monstro, d'Eduardo Valente
- Ongeriewe, de Robin Kleinsmidt
- Poyraz, de Belma Bas
- Primera nieve, de Pablo Agüero
- Sexy Thing, de Denie Pentecost
- Sniffer, de Bobbie Peers

### Quinzaine des réalisateurs
La sélection de la Quinzaine des réalisateurs a été annoncée le 2 mai 2006.

#### Longs métrages
| Date de présentation | Titre du film                     | Réalisation                                     | Pays         |
| -------------------- | --------------------------------- | ----------------------------------------------- | ------------ |
| jeudi 18 mai         | Princesse                         | Anders Morgenthaler                             | Danemark     |
| vendredi 19 mai      | Bug                               | William Friedkin                                | États-Unis   |
|                      | Honor de cavallería               | Albert Serra                                    | Espagne      |
|                      | The Hawk is dying                 | Julian Goldberger                               | États-Unis   |
| samedi 20 mai        | Libero                            | Kim Rossi Stuart                                | Italie       |
|                      | Les Anges exterminateurs          | Jean-Claude Brisseau                            | France       |
|                      | Sommer 04 an der Schlei           | Stefan Krohmer                                  | Allemagne    |
| dimanche 21 mai      | Azur et Asmar                     | Michel Ocelot                                   | France       |
|                      | Changement d’adresse              | Emmanuel Mouret                                 | France       |
|                      | Daft Punk's Electroma             | Thomas Bangalter et Guy-Manuel de Homem-Christo | France       |
|                      | The Host                          | Bong Joon-ho                                    | Corée du Sud |
| lundi 22 mai         | Ça brûle                          | Claire Simon                                    | France       |
|                      | On ne devrait pas exister         | HPG                                             | France       |
| mardi 23 mai         | Comment j'ai fêté la fin du monde | Catalin Mitulescu                               | Roumanie     |
|                      | Jindabyne, Australie              | Ray Lawrence                                    | Australie    |
|                      | Transe                            | Teresa Villaverde                               | Italie       |
| mercredi 24 mai      | 12 h 08 à l'est de Bucarest       | Corneliu Porumboiu                              | Roumanie     |
|                      | Sway                              | Miwa Nishikawa                                  | Japon        |
| jeudi 25 mai         | Congorama                         | Philippe Falardeau                              | Canada       |
|                      | Dans Paris                        | Christophe Honoré                               | France       |
|                      | Day night day night               | Julia Loktev                                    | États-Unis   |
|                      | Lying                             | M. Blash                                        | États-Unis   |
| vendredi 26 mai      | Les Paumes blanches               | Szabolcs Hajdu                                  | Hongrie      |

#### Courts métrages
- The Aluminum Fowl, de James Clauer
- Bugcrush, de Carter Smith
- By the Kiss, de Yann Gonzalez
- Dans le rang, de Cyprien Vial
- Manue bolonaise, de Sophie Letourneur
- Menged, de Daniel Taye Workou
- Rapace, de João Nicolau
- Sepohon Rambutan Indah Kepunyaanku Di Tanjung Rambutan, de Bin HajiSaari U-Wei
- Le soleil et la mort voyagent ensemble, de Frank Beauvais
- Un rat, Bosilka Simonovitch

#### Séances spéciales
- Fantasma, de Lisandro Alonso (mardi 23 mai)
- Mala Noche, de Gus Van Sant (mercredi 24 mai)
- Melvil, de Melvil Poupaud (lundi 22 mai)

### Semaine de la critique

#### Compétition

##### Longs métrages
- Les Amitiés maléfiques d'Emmanuel Bourdieu (France)
- Drama/Mex de Gerardo Naranjo (Mexique)
- Fresh air d'Ágnes Kocsis (Hongrie)
- Komma de Martine Doyen (Belgique)
- Norway of Life (Den brysomme mannen) de Jens Lien (Norvège)
- Pingpong de Matthias Luthardt (Allemagne)
- Sonhos de peixe de Kirill Mikhanovsky (Brésil/Russie/Etats-Unis)

##### Courts métrages
- Alguma coisa assim d'Esmir Filho (Brésil)
- L’Ecluse d'Olivier Ciechelski (France)
- Iron de Hiroyuki Nakano (Japon)
- Kristall de Christoph Girardet (en) et Matthias Müller (Allemagne)
- Woman and Gramophone (Kvinna vid grammofon) de Johannes Stjärne Nilsson et Ola Simonsson (Suède)
- News d'Ursula Ferrara (Italie)
- Printed Rainbow de Gitanjali Rao (Inde)

#### Séances spéciales

##### Longs métrages
- Les Amitiés maléfiques d'Emmanuel Bourdieu (France) (film d'ouverture)
- Libérez Jimmy (Free Jimmy) de Christopher Nielsen (Royaume-Uni/Norvège) (film de clôture)
- Destricted de Marina Abramovic, Matthew Barney, Marco Brambilla, Larry Clark, Gaspar Noé, Richard Prince, Sam Taylor-Wood (Etats-Unis/Royaume-Uni)
- Kigali, des images contre un massacre de Jean-Christophe Klotz (France)
- I psihi sto stoma (Soul Kicking) de Yannis Economidis (Grèce)
- Nocturnes pour le roi de Rome de Jean-Charles Fitoussi (France)

##### Courts métrages
- Charell de Mikhaël Hers (France)
- Les Deux vies du serpent d'Hélier Cisterne (France)
- Marilena de la P7 de Cristian Nemescu (Roumanie)

##### Prix de la Critique du court métrage
- StrictEternum de Didier Fontan (France)
- Home Sweet Home de Um Hye-jung (Corée du Sud)

## Palmarès
Le palmarès du festival a été décerné le 28 mai 2006.

### Palmarès officiel

#### Compétition
| Prix                            | Attribué à                                                                                           | Pays        |
| ------------------------------- | --- | ----------- |
| Palme d'or (à l'unanimité)      | Le vent se lève de Ken Loach                                                                         | Royaume-Uni |
| Grand Prix du Jury              | Flandres de Bruno Dumont                                                                             | France      |
| Prix d'interprétation masculine | Jamel Debbouze, Samy Naceri, Roschdy Zem, Sami Bouajila et Bernard Blancan pour Indigènes            | Algérie     |
| Prix d'interprétation féminine  | Penélope Cruz, Carmen Maura, Yohana Cobo, Lola Dueñas, Blanca Portillo et Chus Lampreave pour Volver | Espagne     |
| Prix de la mise en scène        | Alejandro González Iñárritu pour Babel                                                               | Mexique     |
| Prix du scénario                | Pedro Almodóvar pour Volver                                                                          | Espagne     |
| Prix du jury                    | Red Road d'Andrea Arnold                                                                             | Royaume-Uni |

#### Caméra d'or
| Prix        | Attribué à                                        | Pays     |
| ----------- | ------------------------------------------------- | -------- |
| Caméra d'Or | 12 h 08 à l'est de Bucarest de Corneliu Porumboiu | Roumanie |

#### Un certain regard
| Prix                            | Attribué à                                             | Pays      |
| ------------------------------- | ------------------------------------------------------ | --------- |
| Prix Un certain regard          | Voiture de luxe de Wang Chao                           | Chine     |
| Prix spécial du jury            | 10 canoës, 150 lances et 3 épouses de Rolf de Heer     | Australie |
| Prix d'interprétation féminine  | Dorotheea Petre pour Comment j'ai fêté la fin du monde | Roumanie  |
| Prix d'interprétation masculine | Ángel Tavira pour Le Violon                            | Mexique   |
| Prix du président du jury       | Meurtrières de Patrick Grandperret                     | France    |

#### Cinéfondation
| Prix                               | Attribué à                                                | Pays       |
| ---------------------------------- | --------------------------------------------------------- | ---------- |
| Premier Prix de la Cinéfondation   | Ge & Zeta de Gustavo Riet                                 | Argentine  |
| Deuxième Prix de la Cinéfondation  | Mr. Schwartz, Mr. Hazen & Mr. Horlocker de Stefan Mueller | Allemagne  |
| Troisième Prix de la Cinéfondation | Mother de Sian Heder                                      | États-Unis |
|                                    | Le Virus de Ágnes Kocsis                                  | Hongrie    |

#### Courts métrages
| Prix                           | Attribué à                            | Pays      |
| ------------------------------ | ------------------------------------- | --------- |
| Palme d'or du court-métrage    | Sniffer de Bobbie Peers               | Norvège   |
| Prix spécial du jury           | Primera nieve, de Pablo Agüero        | Argentine |
| Mention spéciale court-métrage | Conte de quartier de Florence Miailhe | France    |

### Prix FIPRESCI
Le prix FIPRESCI du Festival de Cannes est remis à 3 films.
| Attribué à             | Réalisateur       | Pays       | Section                    |
| ---------------------- | ----------------- | ---------- | -------------------------- |
| Les Climats (İklimler) | Nuri Bilge Ceylan | Turquie    | Compétition                |
| Hamaca Paraguaya       | Paz Encina        | Paraguay   | Un Certain Regard          |
| Bug                    | William Friedkin  | États-Unis | Quinzaine des Réalisateurs |

### Quinzaine des réalisateurs
| Prix                | Attribué à                           | Pays       |
| ------------------- | ------------------------------------ | ---------- |
| Prix "Art et Essai" | Libero de Kim Rossi Stuart           | Italie     |
| Prix "Regard Jeune" | Day Night, Day Night de Julia Loktev | États-Unis |

### Semaine de la critique
| Prix                | Attribué à                                 | Pays   |
| ------------------- | ------------------------------------------ | ------ |
| Grand Prix          | Les Amitiés maléfiques d'Emmanuel Bourdieu | France |
| Prix "Regard Jeune" | Sonhos de Peixe de Kirill Mikhanovsky      | Brésil |